# لورگ باغ
لورگ باغ، روستایی در دهستان گلخانی بخش صابری شهرستان نیمروز در استان سیستان و بلوچستان ایران است.

## جمعیت
بر پایه سرشماری عمومی نفوس و مسکن در سال ۱۳۹۵، جمعیت این روستا برابر با ۲۴۵ نفر (۷۲ خانوار) بوده‌است.